# Sardegna (isola)
La Sardegna è un'isola del mar Mediterraneo occidentale, la seconda per estensione e per popolazione dopo la Sicilia. Amministrativamente è territorio della Repubblica Italiana e rientra nell'omonima regione a statuto speciale.
Occupa una superficie di 23812,6 km².

## Geografia fisica
L'isola è lambita a nord dalle acque delle Bocche di Bonifacio, che la separano dalla Corsica. Ad ovest è bagnata dal Mar di Sardegna, mentre ad est dal Mar Tirreno. A sud le acque del Canale di Sardegna si interpongono tra l'isola e le coste settentrionali del continente africano. Il territorio si presenta prevalentemente collinare (67,9%). Le porzioni di pianura occupano una superficie del 18,5% rispetto all'estensione totale, con la massima pianura dell'isola che è rappresentata dalla piana del Campidano. Le montagne (13,6% dell'intero territorio) raggiungono le massime elevazioni tra le cime del Massiccio del Gennargentu.

### Geologia

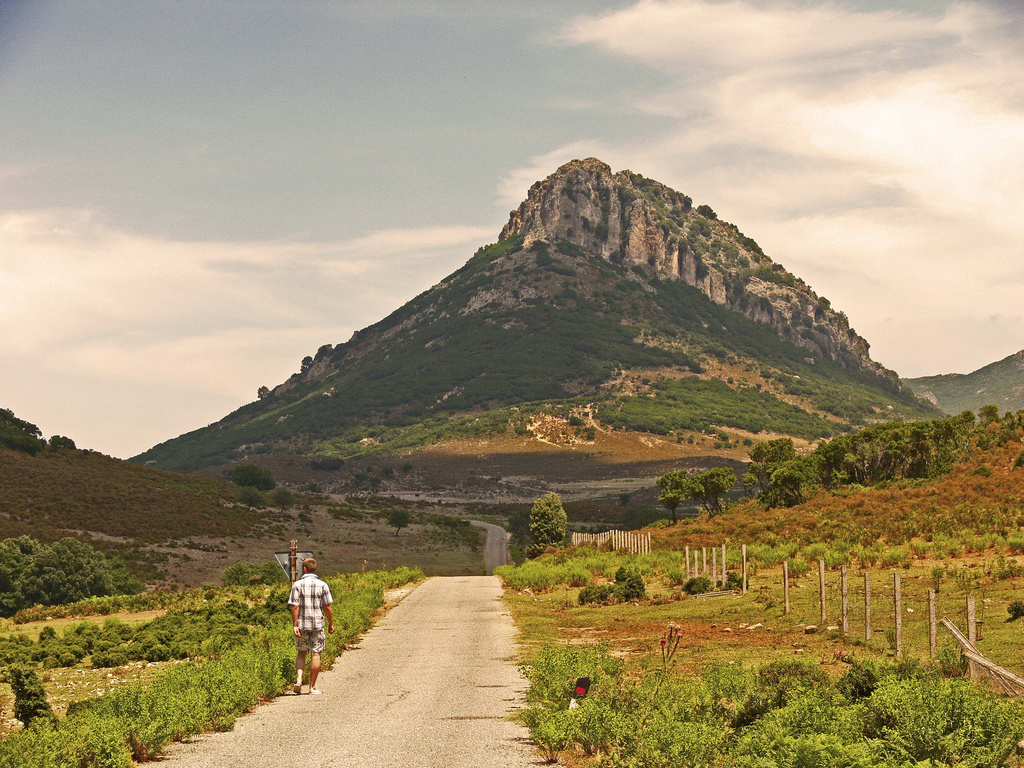
Un tacco calcareo in Ogliastra.

Le rocce più antiche dell'isola risalgono al Paleozoico e sono costituite da depositi marini, più o meno metamorfosati, in cui sono frequenti le arenarie e le argilliti, e dove sono stati ritrovati diversi fossili di trilobiti, alghe ed archeociati. A queste rocce si alternano affioramenti locali delle più antiche formazioni geologiche risalenti al Cambriano: i calcari della formazione di Nebida, le quarziti della formazione di Gonnesa, detta anche "metallifero" perché ricca di minerali di piombo e zinco, e le filladi della formazione di Cabitza. Nel complesso, queste formazioni, unite ai ritrovamenti fossili, documentano la presenza di un mare esistito durante tutto il Cambriano inferiore.
La regione della Sardegna sud-orientale e centrale è invece caratterizzata da scarsissimi affioramenti risalenti al Cambriano medio-superiore, rappresentati da arenarie metamorfiche, nei quali sono stati rinvenuti pochi fossili di acritarchi. Queste arenarie sono state ricoperte da effusioni laviche, che subirono una metamorfosi orogenetica, caratterizzate da porfiroidi, metatufiti e metarioliti. La successiva sommersione da parte del mare portò alla formazione di nuovi depositi fossili ed alla sedimentazione dei calcari, avvenuta nel periodo Devoniano.
Al periodo Carbonifero risalgono le intense attività metamorfiche e magmatiche, alle quali seguì il deposito di magmi granitici che ricoprirono quasi completamente la Gallura e, in misura molto minore, la Barbagia, il Sulcis, il Sarrabus, l'Arburese e l'Asinara. Dopo il Carbonifero, nel periodo Permiano, iniziò l'azione erosiva che portò alla sedimentazione di argille all'interno di depressioni occupate da laghi. Tali depositi portarono alla formazione di fossili vegetali. A questo periodo risalgono l'estesa attività vulcanica che originò le ignimbriti nelle aree di Seui, della Nurra e della bassa Gallura.
Al periodo Giurassico risalgono le numerose invasioni marine che però non sommersero completamente l'isola. Nel Cretaceo il mare occupava distintamente due bacini, uno orientale ed uno occidentale. In questo periodo avvenne la sedimentazione dei calcari di Capo Caccia e dei monti di Oliena. Alla fine del Mesozoico si ebbero dei movimenti tettonici che portarono all'emersione, che fu parzialmente interrotta nell'Eocene, con invasioni marine dell'area del Sulcis e del Salto di Quirra che depositarono calcari per uno spessore di 150 metri. Durante l'Oligocene si ebbe un'intensa attività vulcanica fino al Miocene medio, che portò alla formazione di depositi piroclastici e ignimbritici nel Logudoro, Anglona e Sulcis. In questo periodo si ebbe anche la rotazione del blocco sardo-corso, staccatosi dal margine meridionale dell'Europa, per raggiungere la posizione attuale.
Brevi invasioni marine si ebbero nel Miocene e nel Pliocene. Durante il Quaternario si verificarono le attività vulcaniche che portarono al deposito di lave basaltiche che si insinuarono nelle valli. La successiva erosione portò alla formazione di altopiani come le giare e i caratteristici rilievi del Logudoro.

### Montagne, colline e pianure

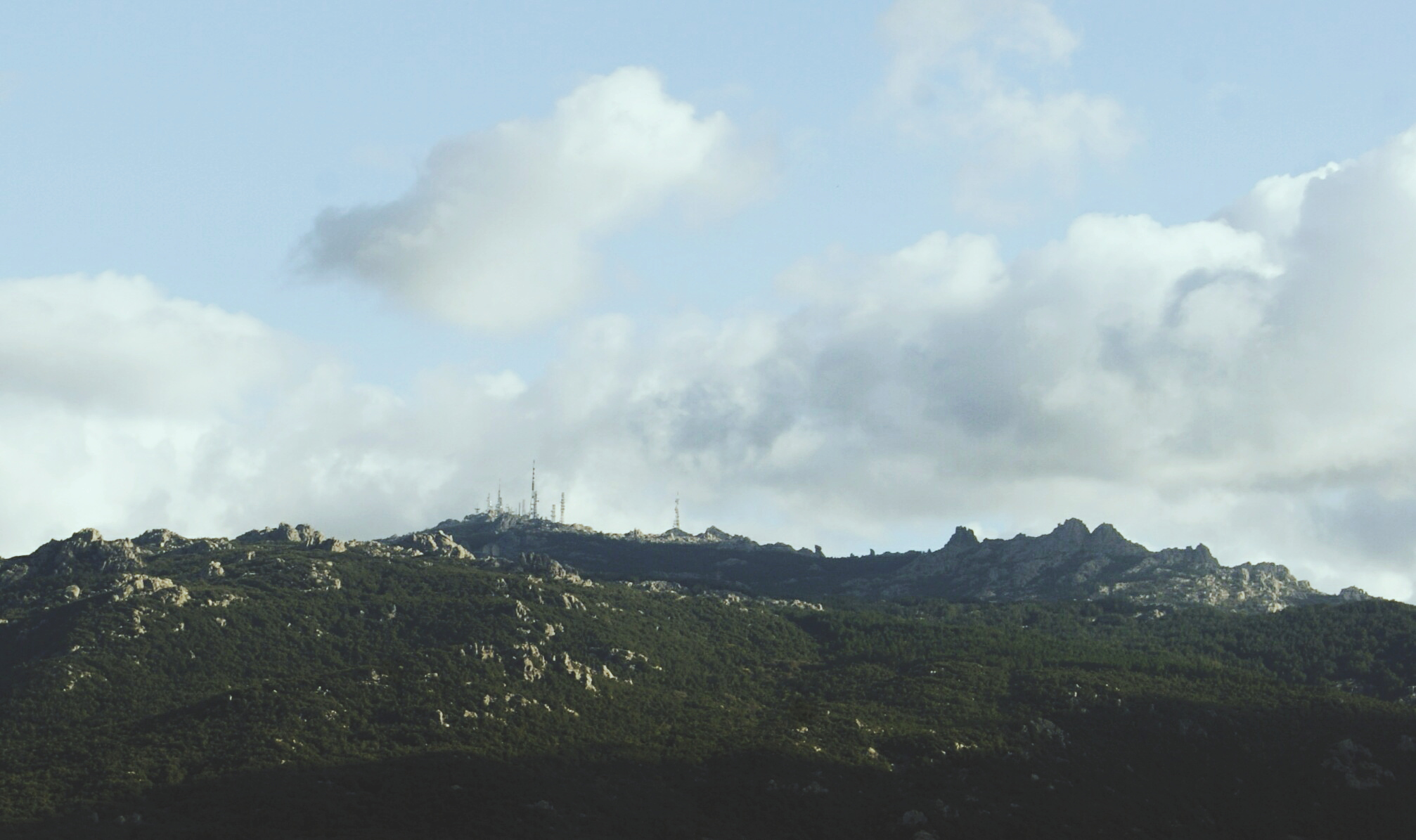
Il Monte Limbara visto da Tempio.

Più dell'80% del territorio è montuoso e collinare, dei quali il 68% è formato da colline e da altopiani rocciosi per un'estensione complessiva di 16.352 km². Alcuni di questi sono assai caratteristici e vengono chiamati giare o gollei se granitici o basaltici, tacchi o tonneri se in arenaria o calcarei.
L'altitudine media può essere calcolata intorno ai 380 m s.l.m. e solo il 15% del territorio supera la quota dei 1.500 metri. Nella porzione nord dell'isola si erge il granitico monte Limbara che, con la punta Balistreri, raggiunge i 1.359 metri. Le cime più elevate si trovano nel massiccio del Gennargentu, con punta La Marmora che raggiunge la quota di 1.834 metri. Segue il Bruncu Spina con i suoi 1.829 metri, il monte Spada (1.595 metri) e, più a sud, il monte Serpeddì (1.069 metri). Nel Supramonte di Oliena la cima più elevata è rappresentata dal monte Corrasi, che raggiunge 1.463 metri. Segue il monte Fumai, nel Supramonte di Orgosolo, con i suoi 1.316 metri e punta Solitta (1.206 metri).
La Barbagia è caratterizzata delle tipiche formazioni calcaree note con il nome di tacchi. La più elevata di queste formazione è il monte Perdedu (1.334 metri), seguito dal monte Tonneri (1.323 metri), dal monte Perda Liana (1.293 metri), dal monte Santa Vittoria (1.212 metri) e dal monte Arbu (1.031 metri). Da notare anche monte Gonare, ergendosi tra i comuni di Orani e Sarule, con i suoi 1.083 metri, seguito a ruota da Gonareddu (1.045 metri).
Nel massiccio del Montiferru si trova il monte Urtigu, che raggiunge la quota di 1.050 metri. Altra cima della provincia di Oristano è il monte Arci, che raggiunge 812 metri. Nella catena del Marghine le cime più elevate sono rappresentate da punta Palai (1.264 metri) e dal monte Santu Padre (1.120 metri). Proseguendo lungo le montagne del Goceano si trova il monte Rasu (1.259 metri), punta Masiennera (1.158 metri) ed il monte Paidorzu (1.002 metri). Seguono i Monti di Alà, col monte Lerno di Pattada a quota 1.093 metri. Nei monti dell'Iglesiente le vette più elevate sono rappresentate dal monte Linas (1.236 metri), un complesso montuoso che culmina con tre vette, affiancato da alcuni rilievi che superano di poco i mille metri. Nei Monti del Sulcis, infine, la vetta più alta è rappresentata dal monte Is Caravius (1.116 metri), affiancato da una decina di rilievi di altezza compresa fra i 1.000 e i 1.100 metri.
Le zone pianeggianti sono limitate e originate da fenomeni erosivi piuttosto che dall'azione di trasporto e sedimentazione delle acque. Le piane più importanti sono il Campidano, nella zona centro-sud occidentale dell'isola, l'alta e media Valle del Tirso, che occupa la zona centrale, e la piana della Nurra nella zona nord-occidentale.

### Gole
Particolare importanza per altezza e dimensioni è la Gola di Gorropu.

### Idrografia

#### Laghi

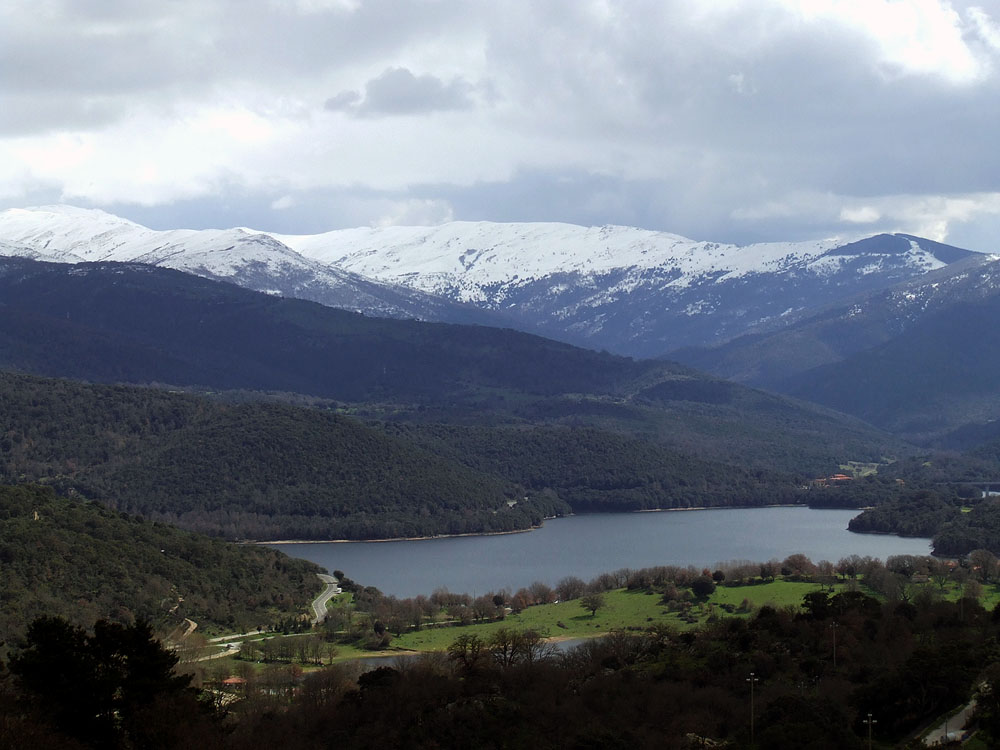
Lago di Gusana. Sullo sfondo le cime innevate del Gennargentu.

L'unico lago naturale della Sardegna è il lago di Baratz, nei pressi della città di Alghero. Tutti gli altri laghi del territorio isolano sono stati creati da sbarramenti artificiali allo scopo di fornire una riserva idrica di acqua potabile o per usi agricoli. Alcune dighe sono dotate di turbine per la produzione di energia elettrica.
Il bacino più importante e più esteso è quello del lago Omodeo, che è originato dallo sbarramento del fiume Tirso nei pressi di Busachi. Nel settore meridionale si trovano il lago Mulargia e i laghi dell'Alto Flumendosa e del Basso Flumendosa. Nella parte settentrionale si trova il lago del Coghinas. Di dimensioni minori sono invece il lago di Gusana, nei pressi di Gavoi, i laghi del Cucchinadorza e del Benzone (tutti e tre dotati di una centrale idroelettrica) e il lago Lerno nei pressi di Pattada.

#### Fiumi
I fiumi hanno un carattere prevalentemente torrentizio. Il più lungo della Sardegna è il Tirso (152 km), seguito dal Flumendosa (127 km), il primo fiume dell'isola per portata d'acqua. Tra i numerosi affluenti del Tirso va citato il Taloro, lungo il corso del quale sono state realizzate alcune dighe che hanno originato i laghi di Gusana, Cucchinadorza e Benzone. Altro importante fiume è il Coghinas, la cui portata è inferiore soltanto a quella del Flumendosa. Come nel caso di altri importanti fiumi della Sardegna anche il Coghinas è stato sbarrato da una diga che ha dato origine al lago omonimo. L'unico fiume navigabile dell'isola è il Temo, che attraversa la cittadina di Bosa. Il Cedrino, anch'esso sbarrato da una diga che ha generato l'omonimo lago, è alimentato della sorgenti di Su Gologone. A sud il fiume più importante è il Flumini Mannu, lungo 90 km, che sfocia nelle acque dello stagno di Santa Gilla, dopo aver ricevuto le acque del fiume Cixerri e del rio Leni.

### Stagni e lagune

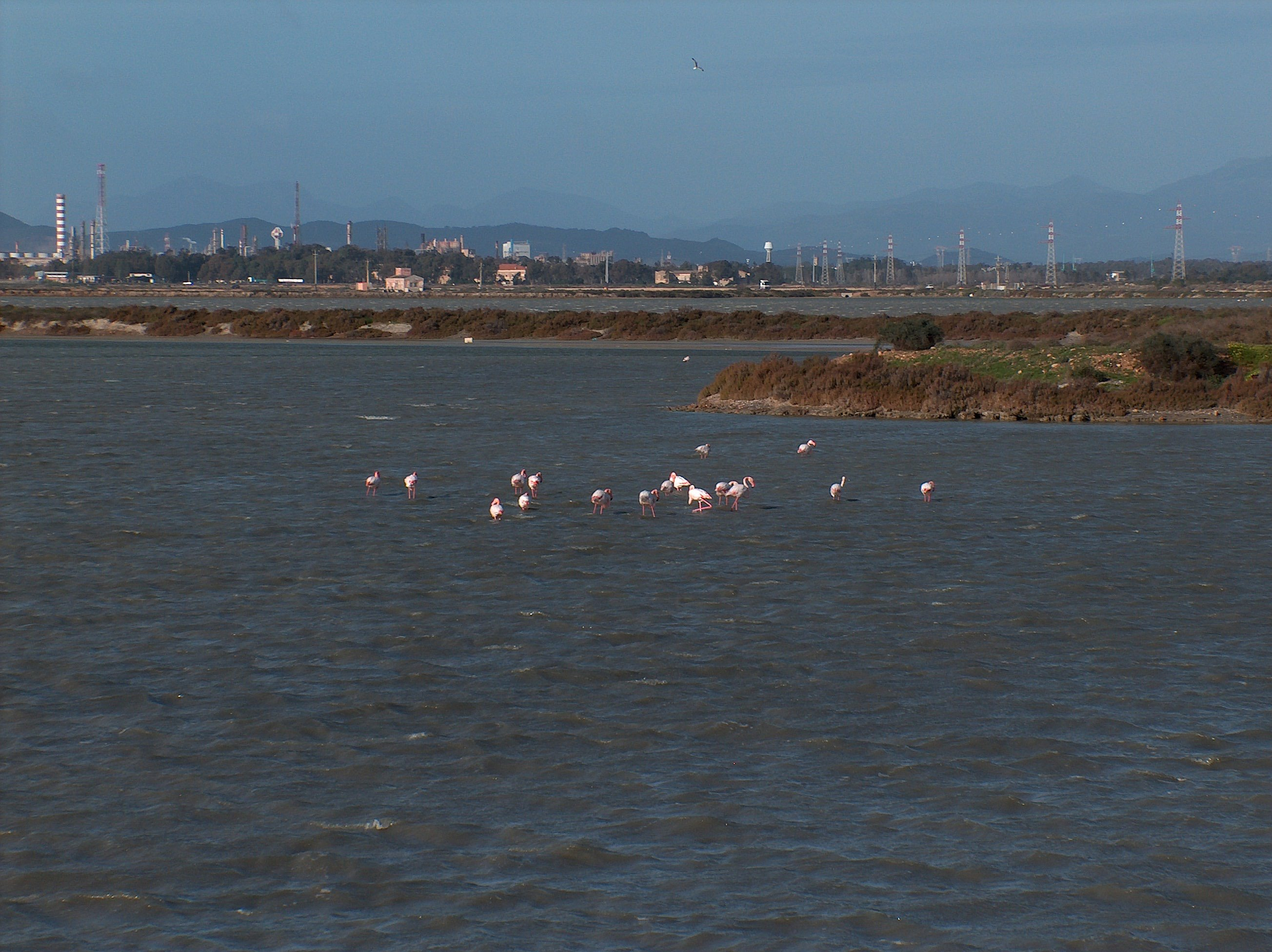
Fenicotteri nello stagno di Santa Gilla - Cagliari.

Un'importante caratteristica ecologica del paesaggio e della geografia della Sardegna è la notevole presenza degli stagni costieri. Essi rappresentano l'habitat ideale per molte specie di uccelli acquatici, stanziali e di passo. Il fenicottero rosa (Phoenicopterus roseus) è sicuramente la specie più appariscente. La superficie totale degli stagni nel territorio regionale è superiore ai 12.000 ettari ed alcuni sono utilizzati e gestiti per l'itticoltura. L'origine degli stagni costieri della Sardegna è dovuta ad eventi geologici che hanno portato alla formazione di cordoni sabbiosi litorali, di depositi alluvionali o dovuti al trasporto ed al seguente deposito, da parte dei corsi d'acqua, di materiali argillosi che hanno impermeabilizzato il fondale.
I più importanti ed estesi stagni della Sardegna sono:
- lo stagno di Cabras (19,5 km²)
- lo stagno di Santa Gilla (15 km²)
- lo stagno di Santa Giusta (8 km²)
- la laguna di Mistras (3,9 km²)
- lo stagno di San Giovanni (3,26 km²)
- lo stagno di Porto Pino (3,4 km²)
- lo stagno di San Teodoro (2,3 km²)
- lo stagno di Tortolì (2,2 km²)
- lo stagno di S'Ena Arrubia (1,43 km²)
- la laguna di Boi Cerbus (1,7 km²)
- lo stagno di Cugnana (1,2 km²)
- lo stagno di Pilo (1,19 km²)
- lo stagno di Colostrai (1,1 km²)
- lo stagno di Is Benas (1,1 km²)

### Costa

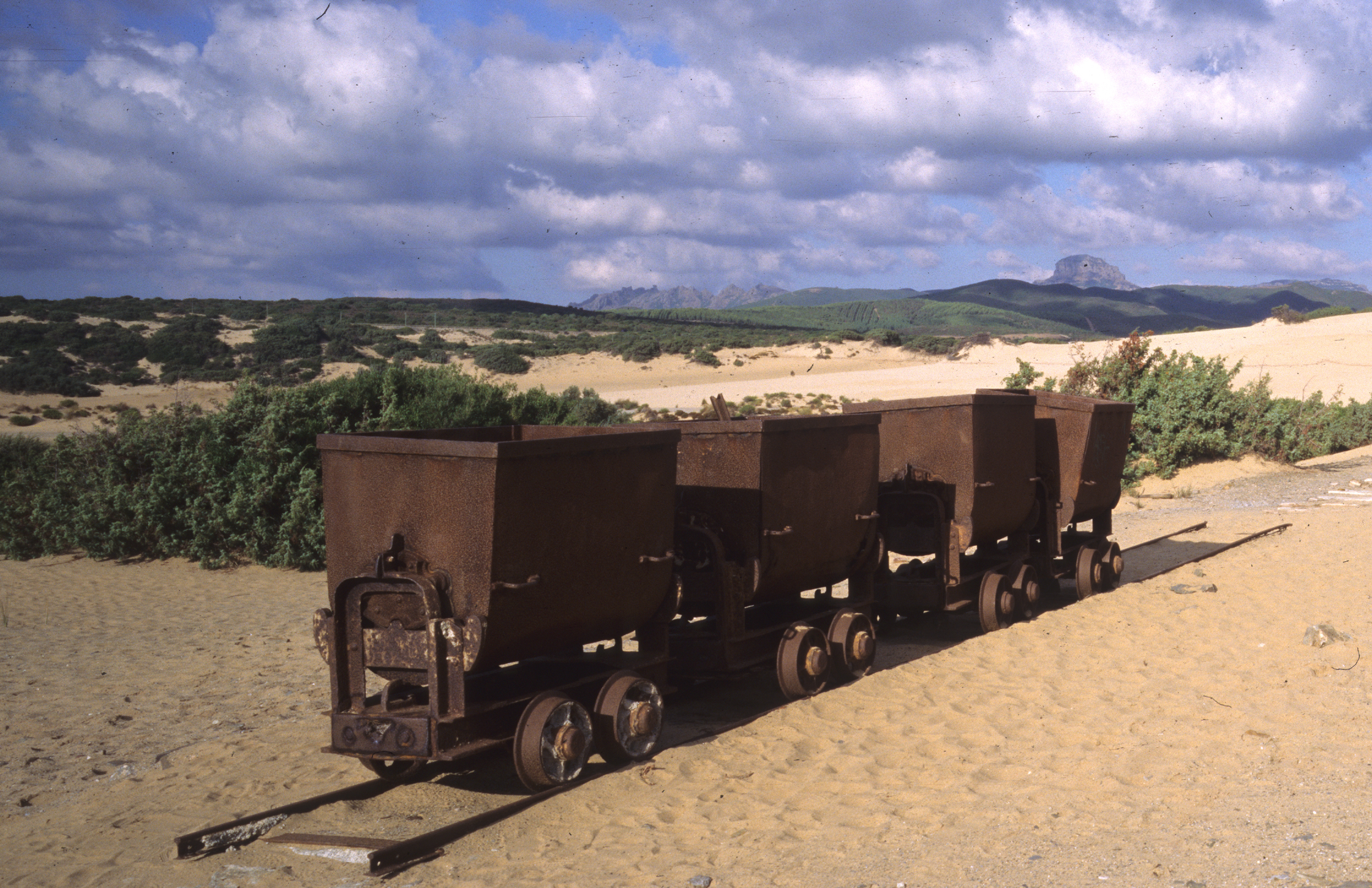
Carrelli abbandonati sulla spiaggia di Piscinas, memoria del passato minerario dell'isola.

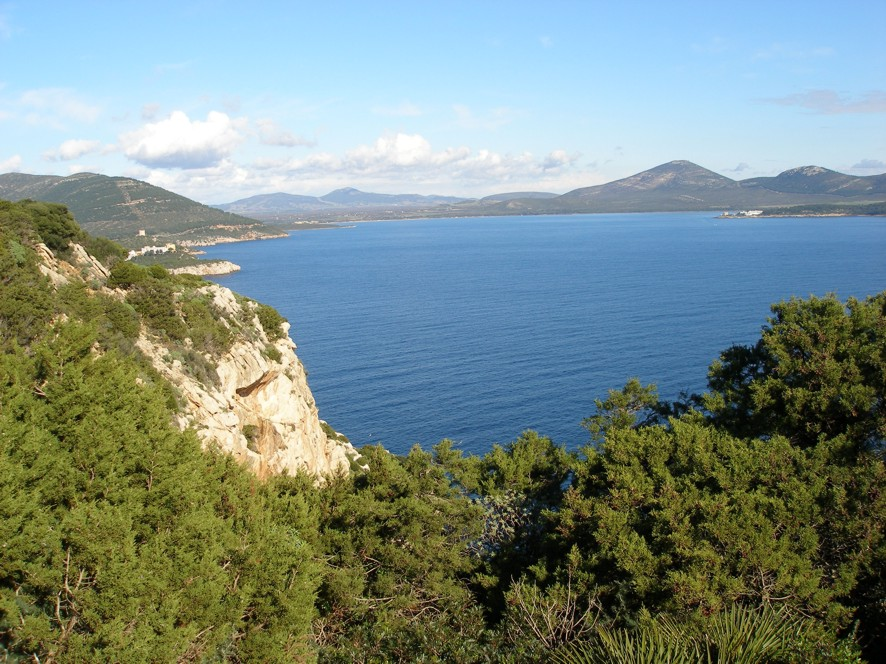
Porto Conte visto da Capo Caccia.

Le coste della Sardegna si estendono per circa 1.900 km in un susseguirsi di paesaggi molto vari che sono stati creati e modellati durante la lunghissima storia geologica dell'isola. Lunghi tratti di coste basse e spiagge sabbiose si alternano ad alte falesie a strapiombo sul mare. Ampi tratti a falesie sono quelli compresi tra Portoscuso (vulcaniti) e le zone di Buggerru e Masua (calcari). Procedendo verso il litorale nord-occidentale le falesie si sviluppano nel tratto costiero tra Bosa (rocce basaltiche), Alghero-Capo Caccia (rocce calcaree) e l'Argentiera (rocce scistose), fino ad includere anche l'isola dell'Asinara. Sulla costa orientale un altro tratto costiero a falesie è rappresentato dalle insenature del Golfo di Orosei (calcari).
Le coste risultano però prevalentemente basse e rocciose mentre i tratti sabbiosi si sviluppano soprattutto vicino alla foce dei corsi d'acqua. Parte del litorale nord-orientale della Gallura, tra Santa Teresa Gallura ed il golfo di Olbia, presenta la morfologia a ría, caratterizzata da antiche valli fluviali oggi sommerse dalle acque del mare.

#### Insenature
Le più importanti insenature della costa sarda sono:
- lungo la costa occidentale
  - il golfo di Palmas, compreso tra l'isola di Sant'Antioco e la costa di Giba
  - il golfo di Gonnesa, all'interno del quale si trova l'isolotto del Pan di Zucchero
  - il golfo di Oristano
  - la rada di Alghero, che comprende:

l'insenatura di Porto Conte
- lungo la costa settentrionale
  - il golfo dell'Asinara
- lungo la costa orientale
  - il golfo delle Saline
  - il golfo di Arzachena
  - il golfo di Cugnana
  - il golfo di Olbia, che comprende:

il golfo degli Aranci
  - il golfo di Orosei
- lungo la costa meridionale
  - il golfo di Cagliari, che comprende:

il golfo di Carbonara
il golfo degli Angeli

#### Promontori
I più noti promontori sono:
- lungo la costa occidentale
  - punta di Cala Piombo, nel Sulcis
  - capo Sperone, sull'isola di Sant'Antioco
  - capo Pecora

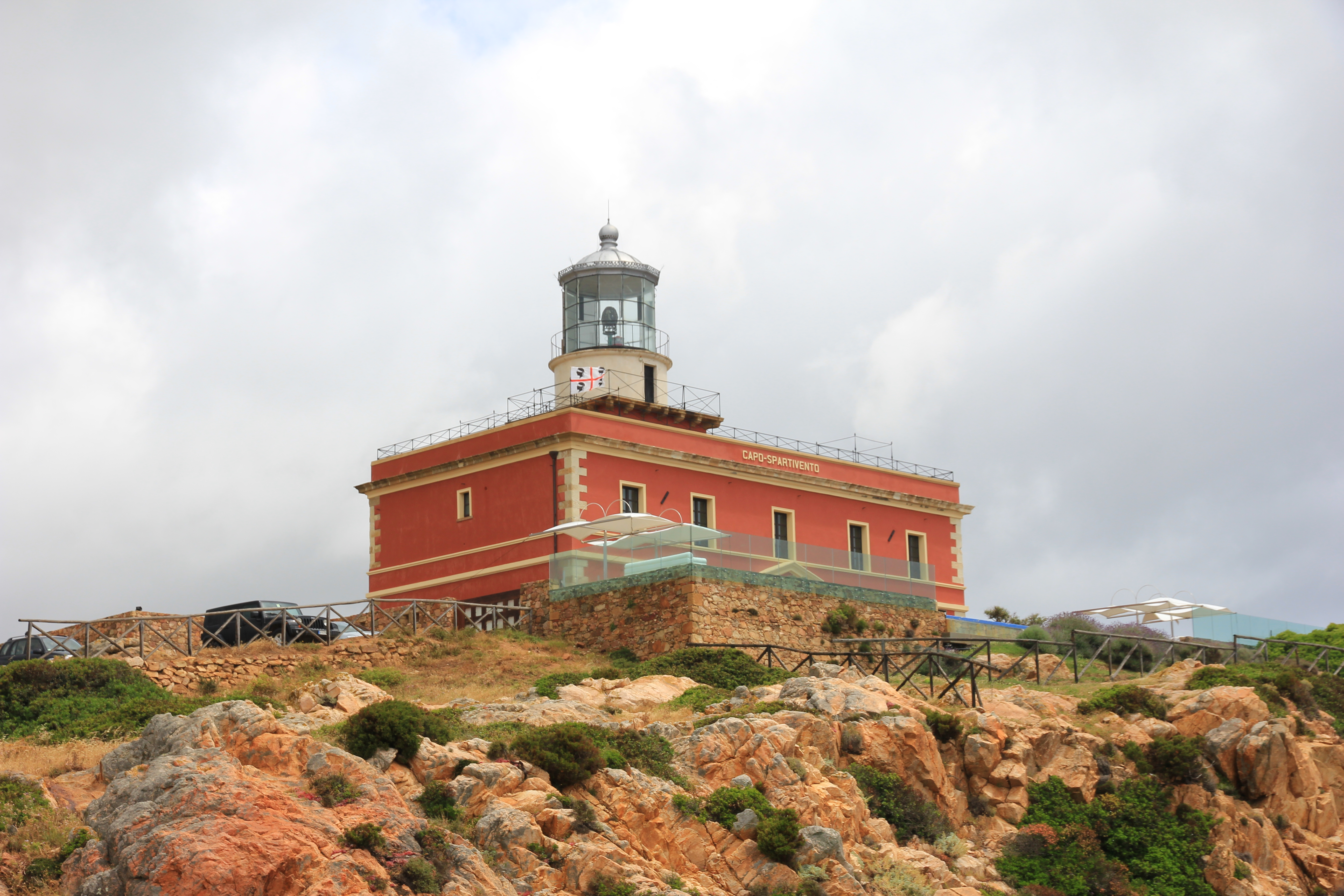
Il faro di Capo Spartivento.

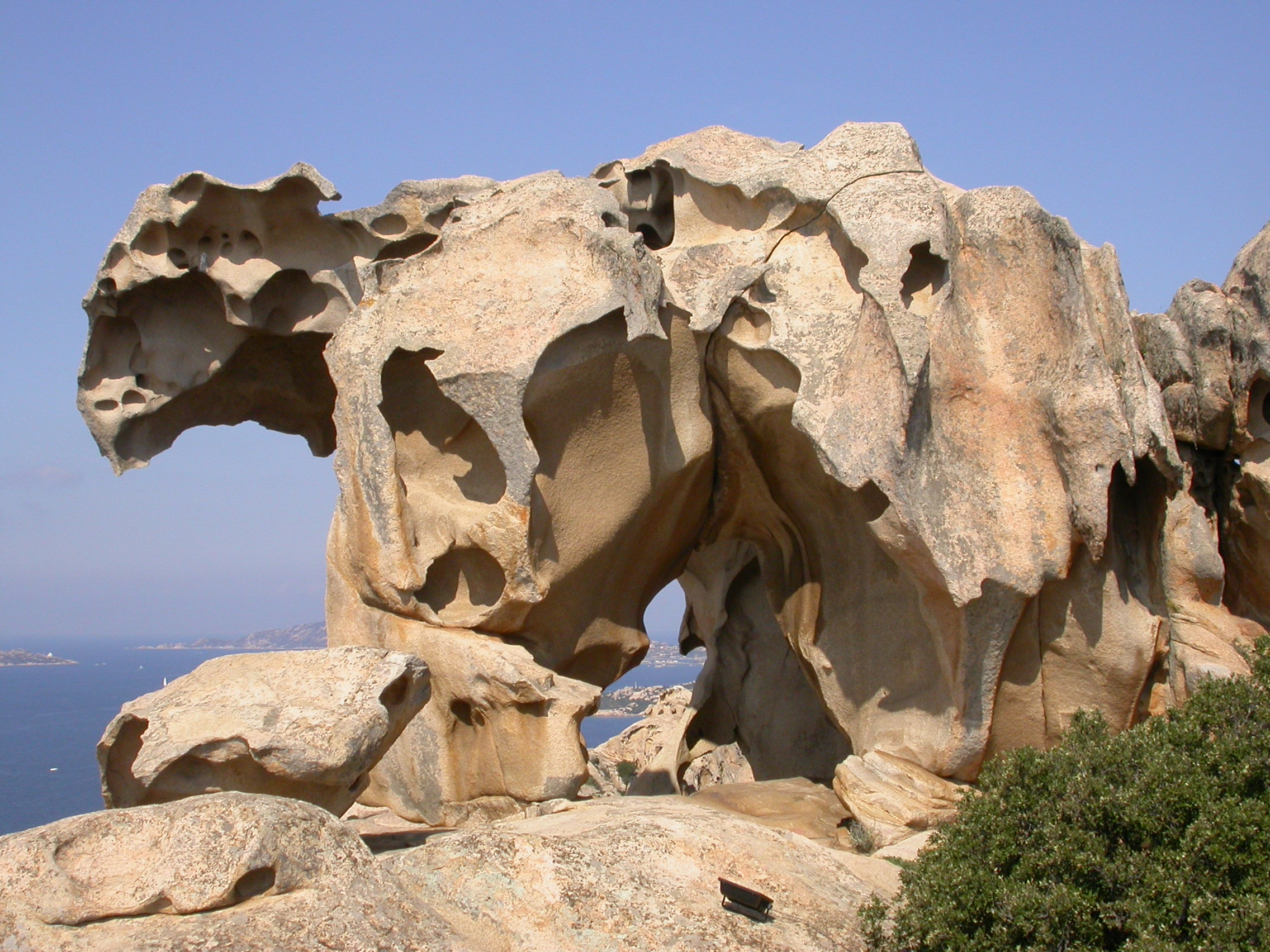
La roccia granitica di Capo d'Orso.

  - capo Frasca, delimita a sud il golfo di Oristano
  - capo San Marco, delimita a nord il Golfo di Oristano
  - capo Mannu, nel Sinis
  - capo Marrargiu, a nord di Bosa
  - punta del Giglio, delimita a sud la rada di Porto Conte
  - capo Caccia, delimita a nord la rada di Porto Conte
  - capo dell'Argentiera
  - capo Falcone, estremità nord verso l'Asinara
- lungo la costa settentrionale
  - punta di li Francesi, nei pressi di Portobello di Gallura
  - capo Testa, nei pressi di Santa Teresa Gallura
  - punta Falcone, nei pressi di Santa Teresa Gallura
  - punta Sardegna, nei pressi di Palau
  - capo d'Orso, noto per la caratteristica roccia dell'Orso
  - capo Ferro, nei pressi di Porto Cervo
- lungo la costa orientale
  - capo Figari, delimita a nord il Golfo di Olbia
  - capo Ceraso, delimita a sud il Golfo di Olbia
  - capo Comino
  - capo Bellavista, nei pressi di Arbatax
  - capo San Lorenzo
  - capo Ferrato
- lungo la costa meridionale
  - capo Carbonara
  - capo Sant'Elia, con la Sella del Diavolo
  - capo di Pula, dove si trovano i ruderi della città di Nora
  - capo Spartivento
  - capo Malfatano
  - capo Teulada

### Isole

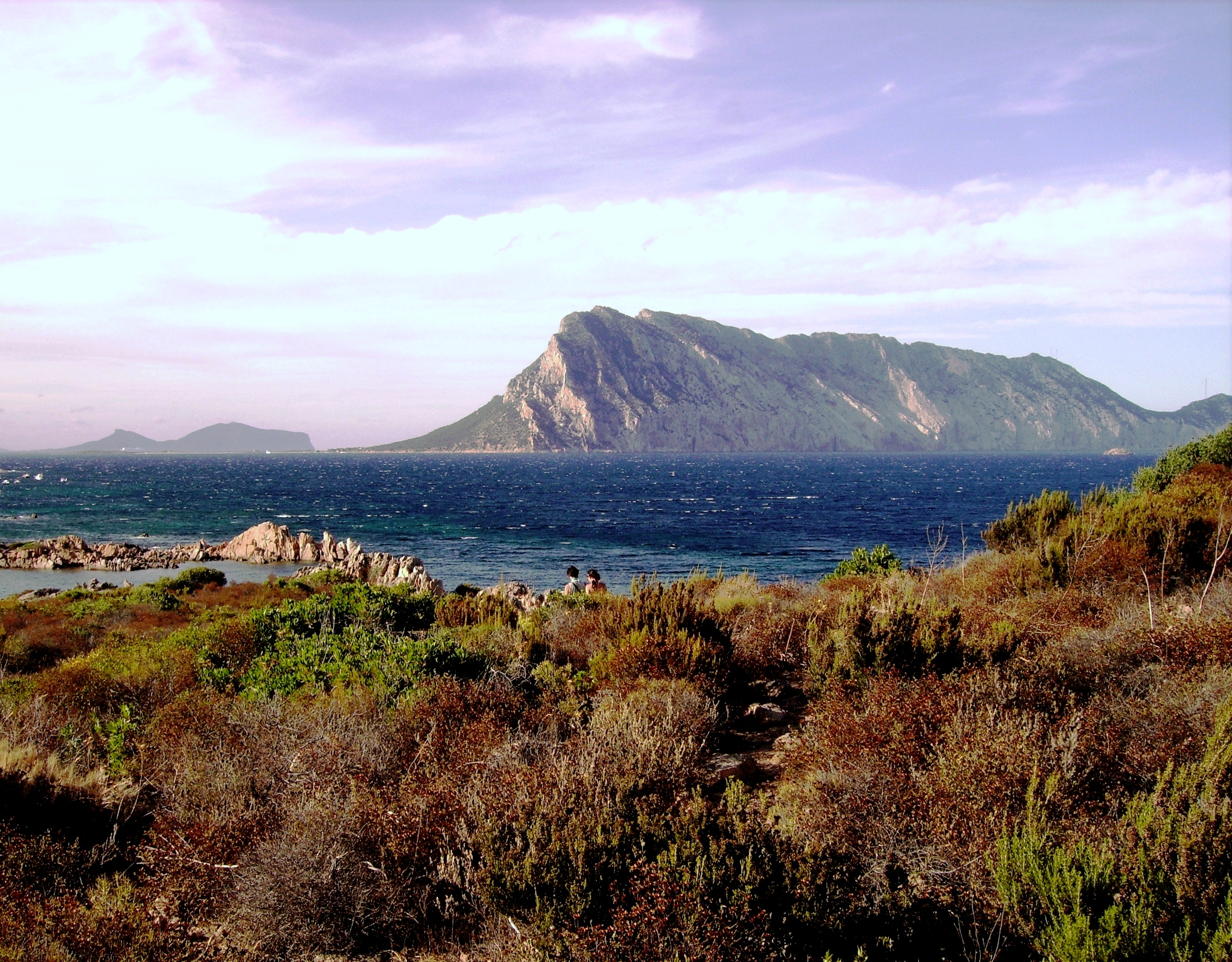
L'isola di Tavolara vista da Cala Ginepro.

Fanno parte del territorio della Sardegna diverse altre isole che sorgono dal mare che la circonda. L'Isola di Sant'Antioco è la più grande per dimensioni (108,9 km²) ed insieme all'Isola di San Pietro (51 km²) compone l'Arcipelago del Sulcis, situato nella parte sud-occidentale dell'isola madre. Sant'Antioco è collegata con la Sardegna per mezzo di un ponte. L'isola, amministrativamente, è suddivisa tra due comuni; Sant'Antioco e Calasetta. L'isola di San Pietro è invece raggiungibile via mare con dei battelli che collegano Carloforte, unico suo centro abitato, con i porti di Calasetta e Portoscuso.
La seconda isola in ordine di grandezza è l'Asinara (52 km²), situata nella porzione nord-occidentale della Sardegna, che delimita l'ampio golfo omonimo. Dal 1885 l'isola fu espropriata dallo Stato e vi fu insediato, durante la prima guerra mondiale, un campo di prigionia per i soldati austriaci catturati dagli italiani. In seguito fu realizzato un carcere che fu chiuso nel 1997. L'isola e l'area marina che la circonda è stata istituita a parco nazionale nel 2002.
Nel settore nord-orientale si trova l'arcipelago di La Maddalena, composto da una serie di isole tra le quali le più importanti sono La Maddalena, Caprera, Santo Stefano, Santa Maria, Razzoli, Budelli, Spargi oltre ad alcune altre più piccole. La bellezza e la particolarità ambientale dell'arcipelago hanno portato all'istituzione, nel 1994, del parco nazionale dell'Arcipelago di La Maddalena.

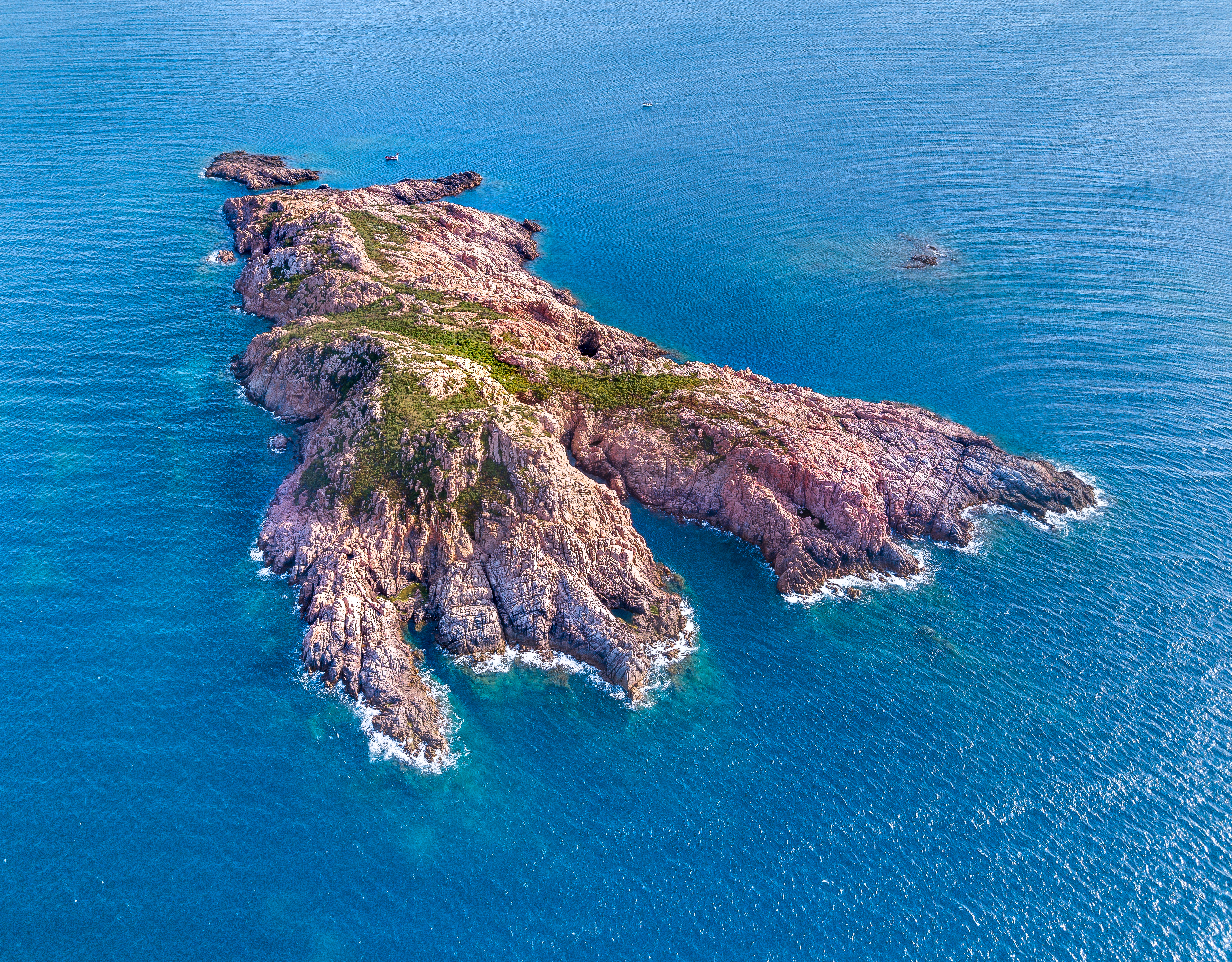
Isola Rossa (Trinità d'Agultu e Vignola)

Altre piccole isole, oltre alle principali appena indicate, si trovano sparse davanti alle coste della Sardegna. Lungo la costa occidentale, risalendo verso nord, si trovano l'Isola Piana nel Sulcis, lo scoglio del Pan di Zucchero, presso Masua, l'isola di Mal di Ventre, al largo della costa del Sinis, l'isolotto della Maddalenetta, lungo la costa antistante il Lido di Alghero, e l'isola di Foradada, nelle vicinanze di Capo Caccia. Lungo la costa settentrionale, tra l'Asinara e il promontorio di Stintino, si trova l'Isola Piana. Nella costa orientale si trova l'isola di Figarolo, antistante la costa di Golfo Aranci. Al largo della costa di Olbia si trovano le isole di Tavolara e Molara e, più a sud del Golfo di Orosei, l'isolotto dell'Ogliastra. Infine a sud, al largo della costa di Villasimius, si trovano l'isola Serpentara e l'isola dei Cavoli.

### Clima
La Sardegna, dal punto di vista climatico, si trova nella zona del clima mediterraneo, secondo la classificazione di Köppen. Conseguentemente anche lo sviluppo della vegetazione risulta essere influenzato da questo tipo di clima, determinando la presenza dominante della macchia mediterranea. Le temperature medie annuali, fortemente influenzate dall'irraggiamento solare, si aggirano intorno ai 19 °C nelle pianure del Campidano, del Sulcis e del Logudoro, mentre nelle colline, tra 200-300 metri di altitudine, le medie sono di circa 16 °C. Sulle vette più elevate le temperature medie annuali raggiungono i 7,5 °C. I venti dominanti sono quelli provenienti dai quadranti occidentali (ovest e nord-ovest) con velocità medie intorno ai 22-24 km/h. Le precipitazioni sono concentrate maggiormente nei periodi autunnale, invernale e primaverile con una media pari a 780 mm/anno. Le nevicate si verificano, in genere, ad altitudini superiori ai 500 m s.l.m., raggiungendo i livelli massimi per la regione durante i mesi di gennaio e febbraio. Nelle zone montuose ad altitudini elevate le precipitazioni nevose, pur essendo frequenti non raggiungono, salvo casi eccezionali, uno spessore superiore al metro e la persistenza del manto nevoso non è duratura.

## Geografia umana

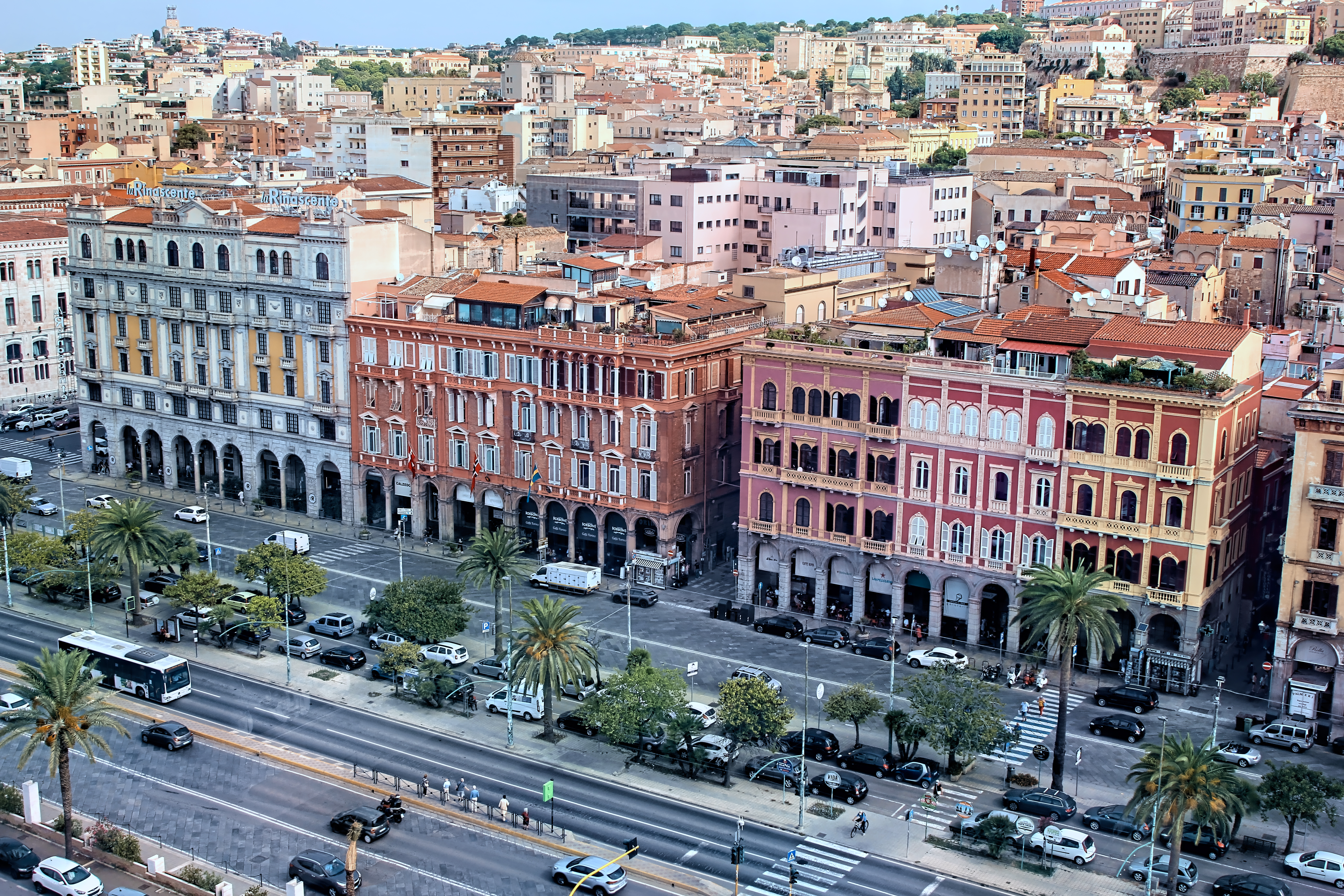
Via Roma a Cagliari, capoluogo della regione.

La popolazione totale della Sardegna, al 1º gennaio 2008, era di 1.665.617 abitanti, suddivisi in 817.323 maschi e 848.294 femmine. I cittadini stranieri residenti al 31 dicembre 2007 risultavano essere 25.106. Le città più popolose, al 31 dicembre 2008, risultano essere:
- Cagliari, con 158.041 abitanti;
- Sassari, con 129.086 abitanti;
- Quartu Sant'Elena, con 70.945 abitanti;
- Olbia, con 52.062 abitanti;
- Alghero, con 40.802 abitanti;
- Nuoro, con 36.497 abitanti;
- Oristano, con 32.618 abitanti;
- Carbonia, con 30.126 abitanti;
- Selargius, con 29.006 abitanti;
- Iglesias, con 27.682 abitanti;
- Porto Torres, con 22.081 abitanti;
- Monserrato, con 20.784 abitanti.

### Governo regionale
La Costituzione della Repubblica Italiana, all'articolo 116, attribuisce alla Sardegna, così come alle altre quattro Regioni, particolari condizioni di autonomia:
(Costituzione della Repubblica Italiana)
La Regione è presieduta dal Presidente della regione, che forma la Giunta regionale, ed al quale sono demandati i compiti di rappresentanza della Regione in tutti gli ambiti. Il Presidente è eletto direttamente dai cittadini.
La Giunta regionale è l'organo di governo della Regione. È formata da dodici assessori, nominati direttamente dal Presidente. Le sono demandati i compiti di indirizzo sui vari ambiti della vita economica e sociale della Regione.
Il Consiglio regionale è l'organo legislativo della Regione. Approva le leggi proposte dalla Giunta regionale, può modificare lo Statuto regionale ed esercita l'attività di controllo sull'operato della Giunta stessa. È formato da 60 consiglieri eletti ogni cinque anni.

### Governi locali

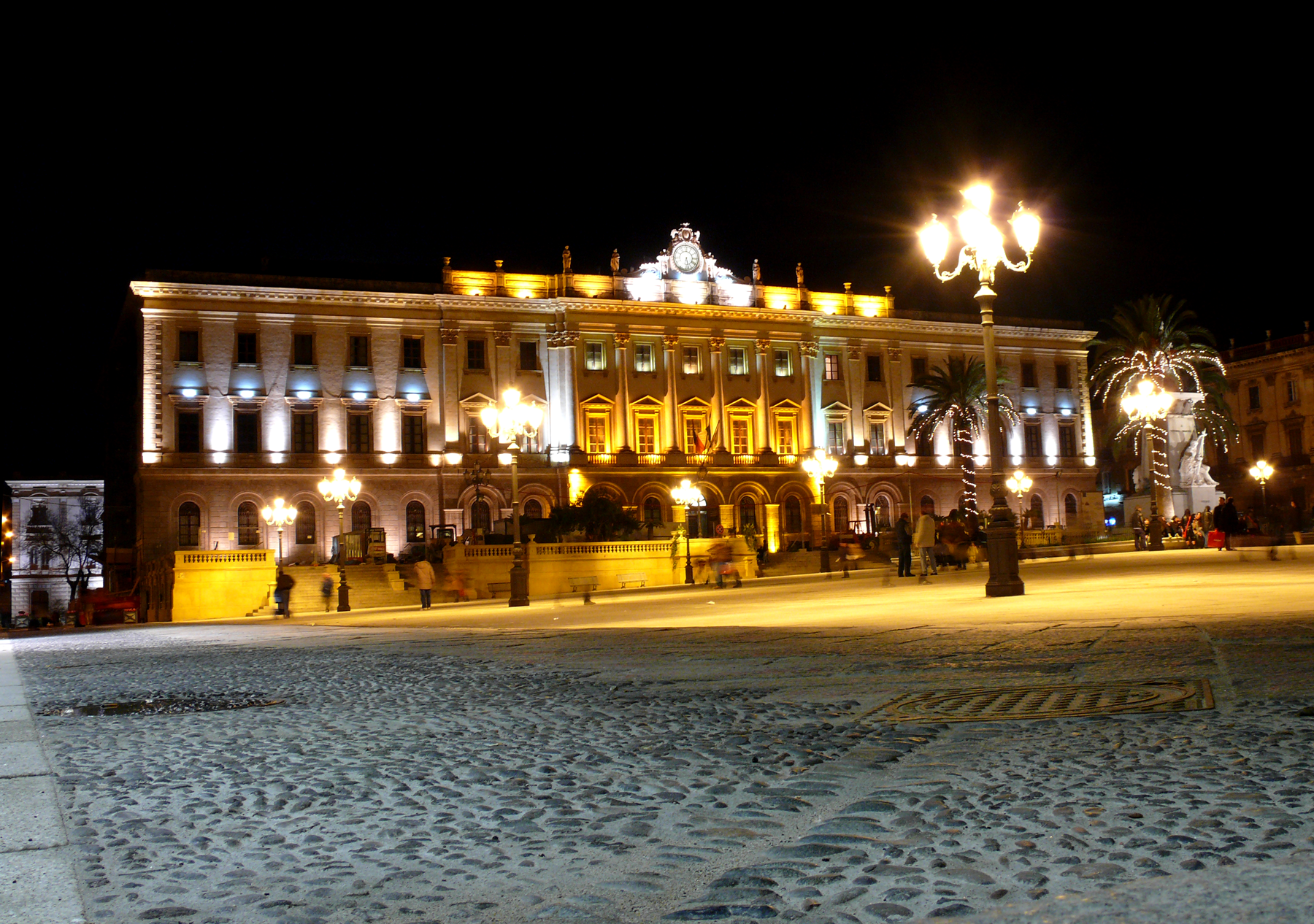
Sassari, palazzo della provincia - vista notturna.

La Regione è amministrativamente suddivisa in quattro province e una città metropolitana per effetto della legge regionale 4 febbraio 2016. Le province attuali sono:
- la città metropolitana di Cagliari;
- la provincia di Nuoro;
- la provincia di Sassari;
- la provincia di Oristano;
- la provincia del Sud Sardegna.

Il territorio regionale è ulteriormente suddiviso in 377 comuni di cui:
- 17 fanno parte della città metropolitana di Cagliari;
- 74 fanno parte della provincia di Nuoro;
- 92 fanno parte della provincia di Sassari;
- 87 fanno parte della provincia di Oristano;
- 107 fanno parte della provincia del Sud Sardegna.

## Geografia economica

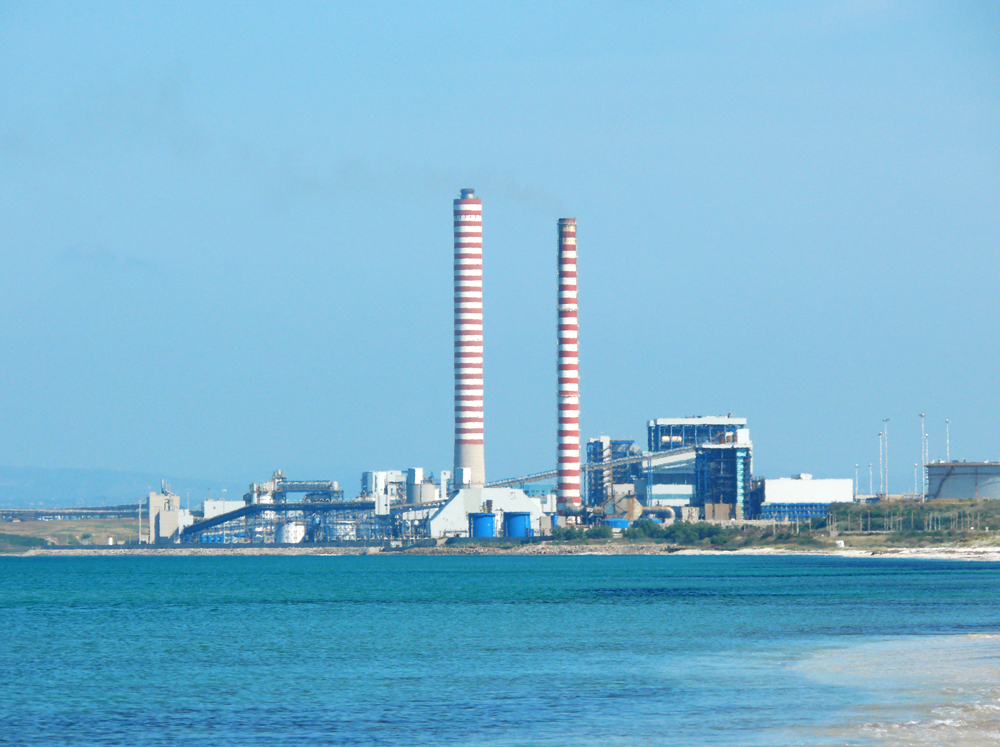
La centrale termoelettrica di Fiume Santo, Porto Torres.

La crisi economica mondiale ha portato ad una diminuzione della produzione industriale, che ha colpito principalmente i grandi poli della chimica. Questo ha portato, conseguentemente, alla diminuzione dei posti di lavoro.
Lo scambio commerciale con l'estero comprende soprattutto i prodotti derivati dal petrolio e quelli ottenuti con la lavorazione del sughero.

### Industria primaria
Secondo i dati ISTAT, riferiti al Censimento Industria e Servizi 2001, gli addetti nell'industria primaria risultavano così suddivisi:
- industria estrattiva: 3.408
- energia, gas ed acqua: 739

Lo sviluppo industriale dell'isola ebbe inizio negli anni sessanta, con la creazione dei poli industriali di Cagliari, Porto Torres ed Ottana. Le industrie principali sono rappresentate dall'industria petrolchimica, dalle raffinerie di petrolio, dagli impianti per la lavorazione dei metalli (alluminio), e da alcune industrie tessili.

### Manifattura
Gli stessi dati riportavano il numero di addetti nel settore manifatturiero suddivisi come segue:
- Industria manifatturiera: 46.760
- Costruzioni: 40.154

Le attività manifatturiere più importanti sono quelle relative alla lavorazione del sughero ed alla trasformazione alimentare (formaggi e conserve alimentari). Anche il comparto delle costruzioni assume un ruolo importante nell'economia della regione.

### Finanza e servizi
Per quanto riguarda il settore finanziario e dei servizi gli addetti erano suddivisi come segue:
- commercio e riparazioni: 74.193
- alberghi e pubblici servizi: 22.022
- trasporti e comunicazioni: 20.349
- credito ed assicurazioni: 6.634
- altri servizi: 58.901

Il turismo riveste una notevole importanza per economia della Sardegna. I servizi in generale rappresentano la maggiore fonte di valore aggiunto per l'economia regionale.

## Risorse naturali

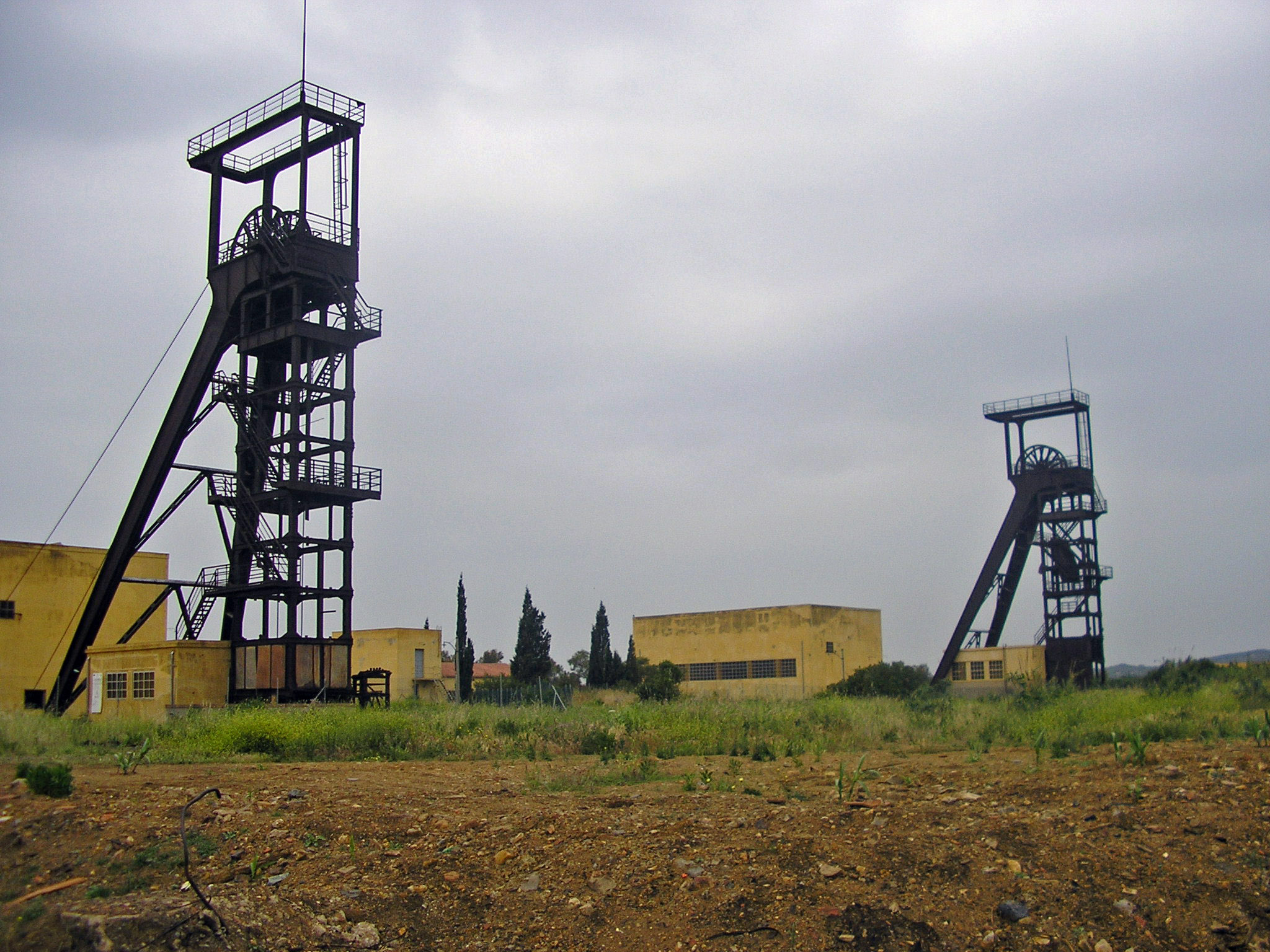
Le torri della miniera di Serbariu, Carbonia.

Il sottosuolo della Sardegna è stato, in passato, ampiamente sfruttato per le sue risorse minerarie. La zona più ricca dell'isola sotto questo aspetto è il Sulcis, nel cui territorio erano insediate le miniere di carbone di Serbariu, presso Carbonia. Miniere di piombo e zinco si trovavano ad Arbus, Buggerru, Fluminimaggiore e Guspini. Il rame veniva estratto nella miniera di Funtana Raminosa, presso Gadoni. Il territorio di Iglesias era molto ricco e forniva minerali di piombo, zinco ed argento. L'argento veniva inoltre estratto nelle miniere presso Lula e l'Argentiera, lungo la costa nord-occidentale. Attualmente le vestigia del passato minerario della Sardegna sono state tutelate con l'istituzione, avvenuta nel 1998, del parco geominerario storico ed ambientale della Sardegna, il primo al mondo riconosciuto dall'UNESCO, al fine di preservare i resti delle architetture minerarie, chiaro esempio di archeologia industriale.
Per quanto riguarda l'agricoltura la superficie agricola realmente utilizzata, secondo il censimento del 2000, era pari ad 1.020.411 ha. Nella pianura irrigata del Campidano, la più estesa dell'isola, si pratica un'agricoltura specializzata con la coltivazione di prodotti orticoli, cereali (tra i quali il riso), carciofo e pomodoro. Nella zona di Arborea si pratica l'allevamento intensivo dei bovini da latte. Anche l'allevamento degli ovini riveste particolare importanza, con oltre 3.558.217 di capi (tra pecore e capre). Particolare importanza rivestono anche gli stagni costieri, alcuni dei quali, specialmente nell'oristanese, sono gestiti per l'itticoltura.
Altra importante risorsa naturale è rappresentata dal sughero. Al fine di tutelare le piante di sughera (Quercus suber) l'estrazione della corteccia avviene con cadenza decennale e secondo i parametri stabiliti dalla legislazione regionale in materia. Il sughero ottenuto viene utilizzato nella produzione dei tappi, di isolamenti termo-acustici e per la realizzazione di oggetti dell'artigianato locale.

## Ambiente

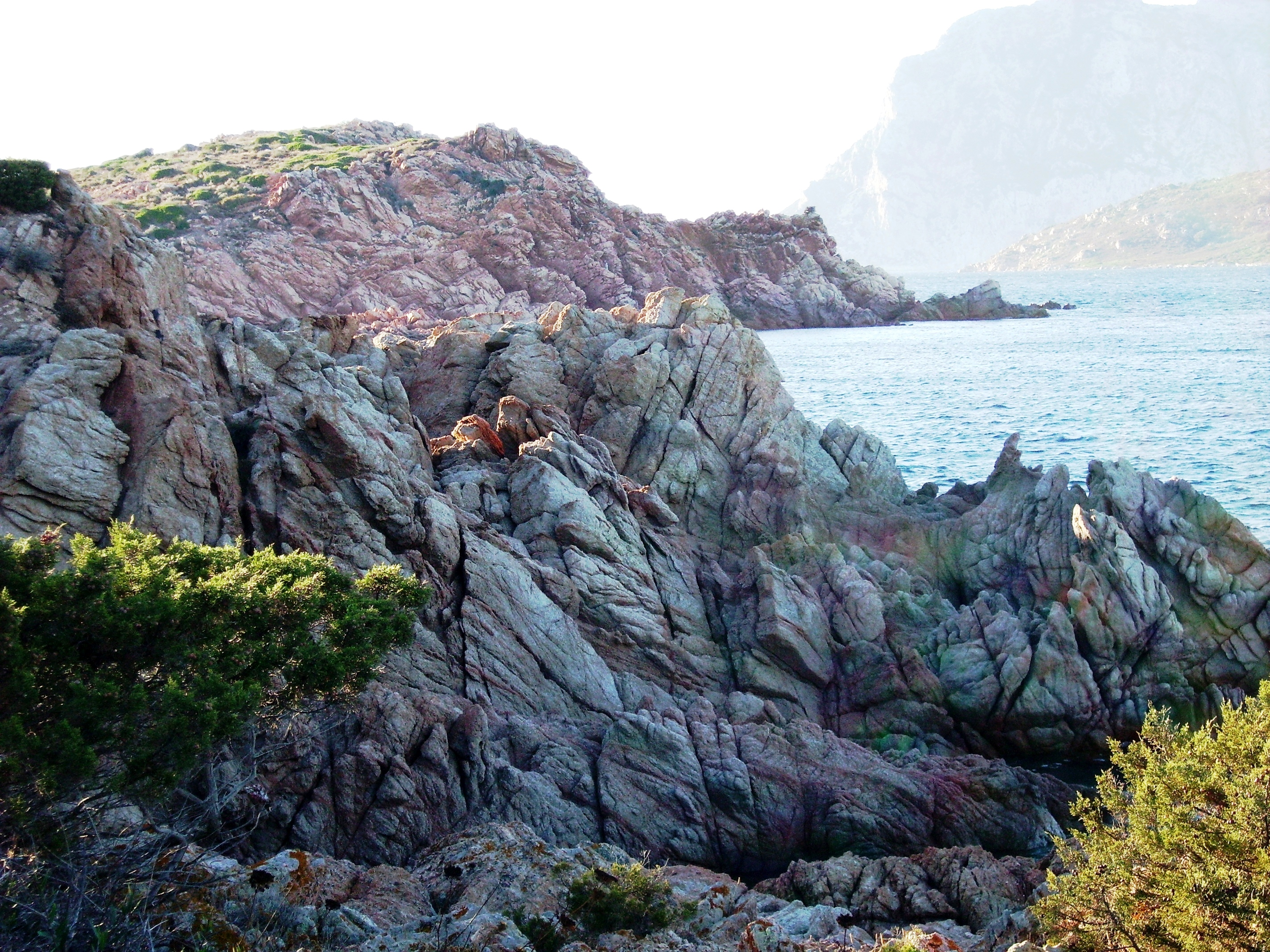
Capo Coda Cavallo. Sullo sfondo l'isola di Tavolara.

La Sardegna conserva molte aree di rilevante interesse naturalistico ed ambientale. Questa caratteristica ha portato all'emanazione di provvedimenti che contribuiscano alla salvaguardia di questi ecosistemi. Nel territorio regionale ricadono tre parchi nazionali, sei aree marine protette, venti monumenti naturali, cinque parchi regionali e diverse altre aree naturali protette.
- Il parco nazionale dell'Asinara si estende interamente sull'isola omonima e comprende anche l'area marina protetta che circonda l'isola stessa. È stato istituito ufficialmente nel 2002, con il decreto istitutivo, ma cominciò ad operare dalla metà del 1999[30].
- Il parco nazionale dell'Arcipelago di La Maddalena è stato istituito nel 1994. Si tratta di un parco geomarino che comprende tutte le isole dell'arcipelago della Maddalena ed il suo territorio è parte integrante del parco internazionale delle Bocche di Bonifacio, in fase di istituzione[31].
- Il parco nazionale del Golfo di Orosei e del Gennargentu è stato istituito nel 1998 ma, attualmente, le misure di tutela previste dal decreto istitutivo dell'area protetta non sono applicate. L'applicazione di tali misure potrà avvenire solamente previa intesa tra lo Stato e la regione Sardegna[32]. Con una sentenza del tribunale amministrativo regionale della Sardegna, è stato dichiarato improcedibile il ricorso per l'annullamento del decreto istitutivo del Parco nazionale del Golfo di Orosei e del Gennargentu, intentato da alcuni dei comuni compresi nel perimetro dell'area protetta[33].
- L'area marina protetta Penisola del Sinis - Isola Mal di Ventre comprende il territorio costiero della penisola del Sinis, nella provincia di Oristano, ed include anche la piccola e disabitata isola di Mal di Ventre.
- L'area naturale marina protetta Capo Caccia - Isola Piana comprende il tratto di mare tra punta del Giglio e capo Caccia. È inserita all'interno del parco naturale regionale di Porto Conte.
- L'area naturale marina protetta Tavolara - Punta Coda Cavallo è stata istituita nel 1997 e comprende il tratto di costa da capo Ceraso a cala Finocchi. Il territorio è naturalisticamente molto vario.
- L'area naturale marina protetta Capo Carbonara, nell'estremo sud dell'isola, è stata istituita nel 1998.

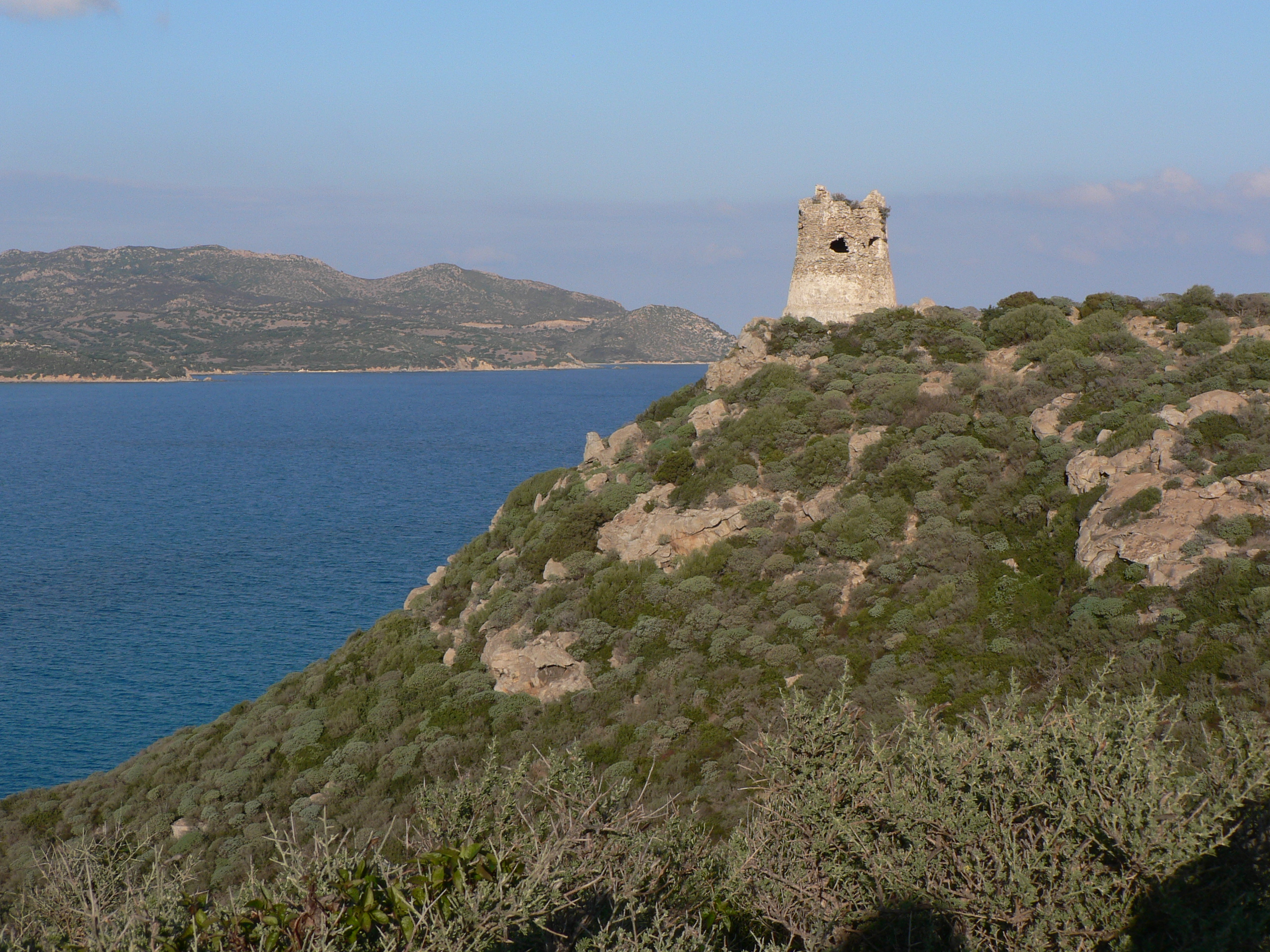
Capo Carbonara con una della tante torri costiere della Sardegna.

I parchi regionali tutelano importanti aree naturali del territorio della Sardegna.
- Il parco regionale di Molentargius - Saline di Cagliari è stato istituito al fine di proteggere un'importante zona umida. Dal 1993 vi nidifica il fenicottero rosa. La zona umida è caratterizzata da aree con diversa salinità che consentono il prosperare di moltissime specie viventi[34].
- Il parco naturale regionale di Porto Conte racchiude un territorio compreso tra la laguna del Calich ed il golfo di Porto Conte. Si tratta di un'area che conserva importanti caratteristiche naturali, dovute anche all'inaccessibilità di alcuni tratti particolarmente impervi[35].
- Altri tre parchi regionali sono in fase di istituzione: il parco naturale regionale di Gutturu Mannu, il parco naturale regionale di Tepilora, Sant'Anna e Rio Posada ed il parco naturale regionale del Monte Arci[36].

Oltre a queste importanti aree naturali sono stati individuati e tutelati, con l'approvazione della legge regionale 7 giugno 1989, n. 31, altri 20 siti che, per via delle loro caratteristiche, meritano una protezione particolare in quanto elevati allo status di monumento naturale. Questi siti sono:
- Pan di Zucchero e faraglioni di Masua
- Perda 'e Liana
- Orso di Palau
- Perda Longa di Baunei
- Texile di Aritzo
- Le Colonne di Carloforte
- Canal Grande di Nebida
- Punta Goloritze
- S'Archittu di Santa Caterina
- Su Sterru di Baunei
- Su Suercone
- Crateri vulcanici del Meilogu - Monte Annaru
- Monte Pulchiana di Aggius
- Colate Gollei
- Basalti colonnari di Guspini
- Domo Andesitico di Acquafredda
- Olivastri di Santa Maria Navarrese
- Tassi di Is Niberos
- Grotte di Dorgali
- Scala di San Giorgio di Osini